# Siro Montanari
Siro Montanari (Alessandria, 7 marzo 1900 – Alessandria, 28 febbraio 1965) è stato un calciatore italiano, di ruolo attaccante.
È spesso citato da almanacchi e repertori statistici come Montanari II, per distinguerlo dal fratello Umberto, anch'egli calciatore.

## Carriera
Inizia l'attività con l'Alessandrina, con cui partecipa al campionato 1919-1920: disputa un totale di 5 presenze tra campionato, gare di qualificazione e gare di spareggio, giocando da titolare la partita di qualificazione al campionato contro la Novarese. Dopo la fusione tra Alessandria e Alessandrina, passa alla Novese per il campionato di Promozione 1920-1921. Nel 1921, insieme al fratello Umberto, si trasferisce al Piacenza, squadra di Seconda Divisione nella quale torna titolare, giocando 10 partite con 2 reti nel campionato 1922-1923.
Nel 1922 lascia il Piacenza per tornare alla Novese, con cui disputa 18 partite nei campionati di Prima Divisione 1922-1923 e Prima Divisione 1923-1924. Resta ai piemontesi anche nel campionato di Seconda Divisione 1924-1925, l'ultimo della sua carriera, nel quale gioca una sola partita.